# كريستيان رودريغيز بيريز
كريستيان رودريغيز بيريز (بالإسبانية: Cristian Rodríguez Pérez) هو لاعب كرة قدم إسباني، ولد في 15 مارس 1996 في شريش في إسبانيا. لعب مع إكستريمادورا يونيون ديبورتيفا.

## روابط خارجية
- كريستيان رودريغيز بيريز على موقع قاعدة بيانات كرة القدم.إي يو (الإنجليزية)
- كريستيان رودريغيز بيريز على موقع Soccerway.com (الإنجليزية)